# San Andrés Cholula (kommun)
San Andrés Cholula är en kommun i Mexiko.   Den ligger i delstaten Puebla, i den sydöstra delen av landet, 100 km sydost om huvudstaden Mexico City. Arean är 61 kvadratkilometer.
Terrängen i San Andrés Cholula är huvudsakligen platt, men söderut är den kuperad.
Följande samhällen finns i San Andrés Cholula:
- San Andrés Cholula
- Tlazcalancingo
- San Rafael Comac
- Buenavista
- Tonantzintla